# Vilonor
Vilonor (en francès Vilhonneur) és un municipi francès situat al departament del Charente i a la regió de la Nova Aquitània. L'any 2007 tenia 324 habitants.

## Demografia

### Població
El 2007 la població de fet de Vilhonneur era de 324 persones. Hi havia 136 famílies de les quals 32 eren unipersonals (4 homes vivint sols i 28 dones vivint soles), 48 parelles sense fills, 48 parelles amb fills i 8 famílies monoparentals amb fills.
La població ha evolucionat segons el següent gràfic:
Habitants censats

### Habitatges
El 2007 hi havia 162 habitatges, 135 eren l'habitatge principal de la família, 15 eren segones residències i 12 estaven desocupats. 159 eren cases i 3 eren apartaments. Dels 135 habitatges principals, 113 estaven ocupats pels seus propietaris i 22 estaven llogats i ocupats pels llogaters; 5 tenien dues cambres, 22 en tenien tres, 48 en tenien quatre i 60 en tenien cinc o més. 111 habitatges disposaven pel capbaix d'una plaça de pàrquing. A 50 habitatges hi havia un automòbil i a 74 n'hi havia dos o més.

### Piràmide de població
La piràmide de població per edats i sexe el 2009 era:
| Homes | Edats   | Dones |
| ----- | ------- | ----- |
| 4     | 95 o +  | 0     |
| 0     | 90 a 94 | 4     |
| 0     | 85 a 89 | 0     |
| 0     | 80 a 84 | 0     |
| 0     | 75 a 79 | 4     |
| 12    | 70 a 74 | 12    |
| 8     | 65 a 69 | 0     |
| 8     | 60 a 64 | 8     |
| 0     | 55 a 59 | 4     |
| 20    | 50 a 54 | 12    |
| 12    | 45 a 49 | 20    |
| 16    | 40 a 44 | 0     |
| 12    | 35 a 39 | 16    |
| 12    | 30 a 34 | 12    |
| 0     | 25 a 29 | 0     |
| 0     | 20 a 24 | 12    |
| 4     | 15 a 19 | 12    |
| 8     | 10 a 14 | 8     |
| 8     | 5 a 9   | 0     |
| 4     | 0 a 4   | 4     |

## Economia
El 2007 la població en edat de treballar era de 213 persones, 152 eren actives i 61 eren inactives. De les 152 persones actives 132 estaven ocupades (70 homes i 62 dones) i 20 estaven aturades (10 homes i 10 dones). De les 61 persones inactives 26 estaven jubilades, 15 estaven estudiant i 20 estaven classificades com a «altres inactius».

### Ingressos
El 2009 a Vilhonneur hi havia 140 unitats fiscals que integraven 349 persones, la mediana anual d'ingressos fiscals per persona era de 15.820 €.

### Activitats econòmiques
Dels 12 establiments que hi havia el 2007, 2 eren d'empreses extractives, 1 d'una empresa de fabricació d'altres productes industrials, 3 d'empreses de construcció, 2 d'empreses de transport, 1 d'una empresa immobiliària, 1 d'una empresa de serveis i 2 d'empreses classificades com a «altres activitats de serveis».
Dels 4 establiments de servei als particulars que hi havia el 2009, 2 eren guixaires pintors, 1 fusteria i 1 perruqueria.
L'any 2000 a Vilhonneur hi havia 15 explotacions agrícoles que ocupaven un total de 535 hectàrees.

## Equipaments sanitaris i escolars
El 2009 hi havia una escola elemental integrada dins d'un grup escolar amb les comunes properes formant una escola dispersa.

## Poblacions més properes
El següent diagrama mostra les poblacions més properes.